# Bentley Azure
O Bentley Azure é um conversível de porte grande da Bentley Motors equipado com um motor 6.8 V8 de 450 cv.

## Galeria
- Primeira geração (1995-2003)
- Segunda geração (2006-2009)